# Wulff von Ahlefeldt
Wulff von Ahlefeldt, auch Wolff von Ahlefeldt (* 1694; † nach 1773) war Gutsherr des Adligen Gutes Deutsch-Lindau.
Er war ebenfalls Herr des Gutes Königsförde. Von Ahlefeldt war Königlich dänischer Geheimrat, Konferenzrat,  Landrat, Klosterpropst des St.-Johannis-Klosters vor Schleswig und Ritter des Dannebrog-Ordens. Am 16. November 1773 wurde er in Christiansborg durch den König Christian VII. von Dänemark und Norwegen mit dem Elefanten-Orden ausgezeichnet.